# پریمو موری
پریمو موری (ایتالیایی: Primo Mori؛ زادهٔ ۷ آوریل ۱۹۴۴) دوچرخه‌سوار اهل ایتالیا است. وی در مسابقات تور دو فرانس شرکت کرده است.